# Левци
Левци (болг. Левци) — село в Болгарии. Находится в Кырджалийской области, входит в общину Ардино. Население составляет 69 человек.

## Политическая ситуация
В местном кметстве Богатино, в состав которого входит Левци, должность кмета (старосты) исполняет Юзджан Яшар Махмуд (Движение за права и свободы (ДПС)) по результатам выборов правления кметства.
Кмет (мэр) общины Ардино — Ресми Мехмед Мурад (Движение за права и свободы (ДПС)) по результатам выборов в правление общины.